# Preliminariile Campionatului European de Fotbal 2016
Preliminariile Campionatului European de Fotbal 2016 a fost o competiție fotbalistică ce s-a jucat între septembrie 2014 și noiembrie 2015 pentru a determina cele 23 de echipe care i se vor alătura Franței, calificată automat ca gazdă a turneului final. Cincizeci și trei de asociații membre au participat în procesul de calificare pentru un loc la turneul final, cu Gibraltar luând parte pentru prima oară.
Tragerea la sorți a avut loc la Palais des Congrès Acropolis din Nisa, pe 23 februarie 2014. Urnele au fost realizate cu ajutorul coeficienților UEFA, acestea fiind anunțate la întâlnirea Comitetului Executiv de la Nyon din 23–24 ianuarie.

## Branding
UEFA a anunțat brandingul preliminariilor pe 15 aprilie 2013. Acesta arată un tricou de fotbal înăuntrul unei inimi, ceea ce reprezintă Europa, onoare și ambiție. Același branding va fi folosit și pentru preliminariile UEFA de la Campionatul Mondial de Fotbal 2018.

## Echipe calificate

Echipă calificată
Echipă necalificată

Echipă calificată
     Echipă necalificată
| Țară              | Metoda calificării   | Data calificării  | Apariții anterioare1                                                  |
| ----------------- | -------------------- | ----------------- | --------------------------------------------------------------------- |
| Franța            | Gazdă                | 28 mai 2010       | 8 (1960, 1984, 1992, 1996, 2000, 2004, 2008, 2012)                    |
| Anglia            | Grupa E locul 1      | 5 septembrie 2015 | 8 (1968, 1980, 1988, 1992, 1996, 2000, 2004, 2012)                    |
| Cehia2            | Grupa A locul 1      | 6 septembrie 2015 | 8 (1960, 1976, 1980, 1996, 2000, 2004, 2008, 2012)                    |
| Islanda           | Grupa A locul 2      | 6 septembrie 2015 | 0 (debut)                                                             |
| Austria           | Grupa G locul 1      | 8 septembrie 2015 | 1 (2008)                                                              |
| Irlanda de Nord   | Grupa F locul 1      | 8 octombrie 2015  | 0 (debut)                                                             |
| Portugalia        | Grupa I locul 1      | 8 octombrie 2015  | 6 (1988, 1996, 2000, 2004, 2008, 2012)                                |
| Spania            | Grupa C locul 1      | 8 octombrie 2015  | 9 (1964, 1980, 1988, 1996, 2000, 2004, 2008, 2012)                    |
| Elveția           | Grupa E locul 2      | 9 octombrie 2015  | 3 (2004, 2008, 2008)                                                  |
| Italia            | Grupa H locul 1      | 10 octombrie 2015 | 8 (1968, 1980, 1988, 1996, 2000, 2004, 2008, 2012)                    |
| Belgia            | Grupa B locul 1      | 10 octombrie 2015 | 4 (1972, 1980, 1984, 2000)                                            |
| Țara Galilor      | Grupa B locul 2      | 10 octombrie 2015 | 0 (debut)                                                             |
| România           | Grupa F locul 2      | 11 octombrie 2015 | 4 (1984, 1996, 2000, 2008)                                            |
| Albania           | Grupa I locul 2      | 11 octombrie 2015 | 0 (debut)                                                             |
| Germania3         | Grupa D locul 1      | 11 octombrie 2015 | 11 (1972, 1976, 1980, 1984, 1988, 1992, 1996, 2000, 2004, 2008, 2012) |
| Polonia           | Grupa D locul 2      | 11 octombrie 2015 | 2 (2008, 2012)                                                        |
| Rusia4            | Grupa G locul 2      | 12 octombrie 2015 | 10 (1960, 1964, 1968, 1972, 1988, 1992, 1996, 2004, 2008, 2012)       |
| Slovacia          | Grupa C locul 2      | 12 octombrie 2015 | 0 (debut)                                                             |
| Croația           | Grupa H locul 2      | 13 octombrie 2015 | 4 (1996, 2004, 2008, 2012)                                            |
| Turcia            | Cel mai bun loc trei | 13 octombrie 2015 | 3 (1996, 2000, 2008)                                                  |
| Ungaria           | Baraj câștigătoare   | 15 noiembrie 2015 | 2 (1964, 1972)                                                        |
| Republica Irlanda | Baraj câștigătoare   | 16 noiembrie 2015 | 2 (1988, 2012)                                                        |
| Suedia            | Baraj câștigătoare   | 17 noiembrie 2015 | 5 (1992, 2000, 2004, 2008, 2012)                                      |
| Ucraina           | Baraj câștigătoare   | 17 noiembrie 2015 | 1 (2012)                                                              |

1 Scrisul îngroșat indică câștigătoarea din acel an. Scrisul înclinat indică gazda din acel an.
2 Între 1960–80, Cehia a participat la Campionatul European ca Cehoslovacia.
3 Între 1960–1988, Germania a participat ca Germania de Vest.
4 Între 1960–1988, Rusia a participat ca URSS, iar în 1992 ca CSI.

## Format
Toate țările membre UEFA sunt eligibile pentru calificare, iar gazda (Franța) se califică direct pentru turneul final. Cele 53 de echipe au fost împărțite în grupe de câte șase (grupele A–H), respectiv cinci echipe (grupa I). Locurile 1, 2, și cel mai bun loc 3 (rezultatele contra echipei de pe locul 6 nu se iau în calcul) se califică direct pentru turneul final. Cele opt echipe rămase vor juca un baraj care va avea loc în două manșe.
Echipele au fost împărțite în 6 urne (urnele 1–5 au conținut nouă echipe, iar urna 6, opt echipe), cu deținătoarea titlului (Spania) fiind automat pusă în urna 1. Coeficientul fiecărei echipe s-a determinat prin următoarea metodă:
- 40%: Punctele obținute în calificările pentru Campionatul Mondial de Fotbal din 2014.
- 40%: Punctele obținute în preliminariile Campionatului European de Fotbal 2012 și la turneul final.
- 20%: Punctele obținute în calificările pentru Campionatul Mondial de Fotbal 2010 și la turneul final.

UEFA a anunțat că în echipele din țările unde va fi mare audiență vor fi împărțite în grupe cu câte șase echipe. Aceste echipe sunt Anglia, Spania, Germania, Italia și Țările de Jos. UEFA a anunțat și că "naționalele din grupa cu cinci echipe o vor avea și pe Franța, pentru ca aceasta să joace meciuri amicale cu cele cinci".

Departajări
Dacă două sau mai multe echipe au același punctaj după ce toate meciurile din grupă s-au jucat, se vor aplica următoarele departajări:
1. Numărul mai mare de puncte obținute dintre echipele aflate la departajare;
2. Golaverajul superior dintre echipele aflate la departajare;
3. Numărul mai mare de goluri înscrise dintre echipele aflate la departajare;
4. Numărul mai mare de goluri înscrise în deplasare dintre echipele aflate la departajare;
5. Dacă după primele patru criterii echipele sunt tot la egalitate, diferența se va face cu ajutorul meciurilor directe între echipele aflate la departajare. Dacă și după acest criteriu echipele sunt tot la egalitate, se vor aplica criteriile 6–10;
6. Golaverajul superior din toate meciurile grupei;
7. Numărul mai mare de goluri din toate meciurile grupei;
8. Numărul mai mare de goluri înscrise în deplasare din toate meciurile grupei;
9. Metoda fair play-ului din toate meciurile grupei (1 punct pentru un singur cartonaș galben, 3 puncte pentru un cartonaș roșu, ca consecință a primirii a două cartonașe galbene, 3 puncte pentru un cartonaș roșu direct, 4 puncte pentru un cartonaș roșu direct, după ce jucătorul mai avea un cartonaș galben);
10. Poziția în clasamentul UEFA;

Pentru a se determina echipa care va merge mai departe (cel mai bun loc trei), se vor anula meciurile contra echipei de pe locul șase de la finalul grupei (grupa I conține cinci echipe, așa că aici nu se va anula niciun meci). Se vor aplica următoarele criterii:
1. Numărul mai mare de puncte obținute;
2. Golaverajul superior;
3. Numărul mai mare de goluri înscrise;
4. Numărul mai mare de goluri înscrise în deplasare;
5. Metoda fair play-ului din toate meciurile grupei;
6. Poziția în clasamentul UEFA;

Cele patru meciuri de la baraj vor fi determinate prin tragere la sorți, inclusiv ordinea celor două manșe. Echipele vor fi așezate în urne conform coeficienților UEFA, actualizați după terminarea grupelor. Coeficientul fiecărei echipe se va determina în modul următor:
- 40%: Punctele obținute în faza grupelor.
- 40%: Punctele obținute în preliminariile Campionatului Mondial de Fotbal 2014 și la turneul final.
- 20%: Punctele obținute în preliminariile Campionatului European de Fotbal 2012 și la turneul final.

Pentru fiecare meci, fiecare echipă care înscrie mai multe goluri la general se va califica la turneul final. Dacă scorul la general este egal, se va aplica regula golului marcat în deplasare (echipa care a înscris mai multe goluri în deplasare va merge mai departe). Dacă și aici va fi egalitate, echipele vor merge în prelungiri, unde se vor juca două reprize a câte cincisprezece minute fiecare. Se va aplica aceeași regulă și în prelungiri (dacă se vor înscrie goluri, dar scorul rămâne tot egal, echipa oaspete va merge mai departe). Dacă nu se vor înscrie goluri în prelungiri, meciul se va decide la loviturile de departajare.

## Program

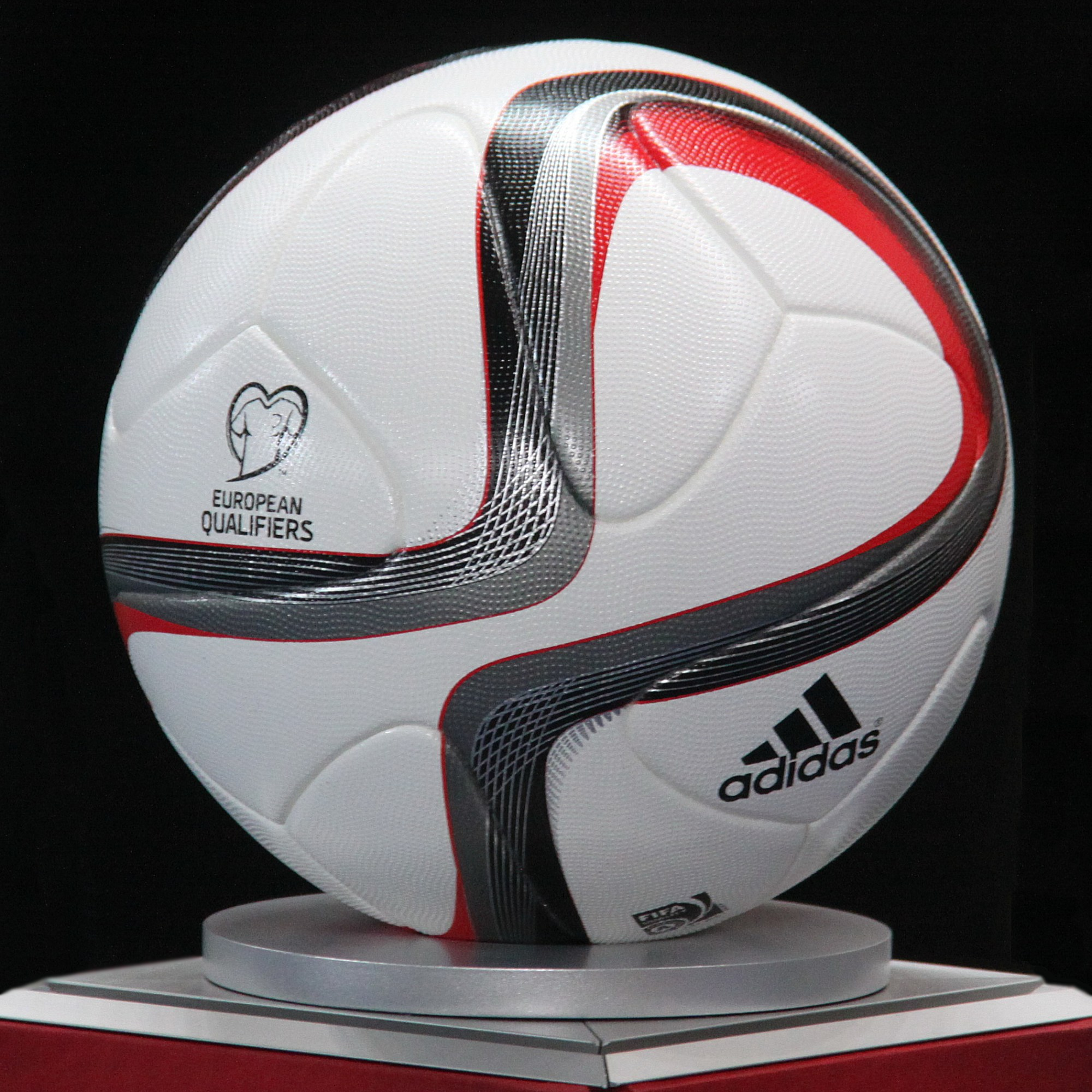
Mingea oficială a preliminariilor

- Meciurile au loc de joi până marți.
- Orele de început sunt latre 18:00 și 20:45 CET în zilele de sâmbătă și duminică, și 20:45 CET în zilele de joi, vineri, luni și marți.
- Meciurile din aceeași grupă se joacă în aceeași zi.[10][11]

În total, sunt zece zile de meciuri și două zile de baraj:
| Runda       | Data                 |
| ----------- | -------------------- |
| Etapa 1     | 7–9 septembrie 2014  |
| Etapa 2     | 9–11 octombrie 2014  |
| Etapa 3     | 12–14 octombrie 2014 |
| Etapa 4     | 14–16 noiembrie 2014 |
| Etapa 5     | 27–29 martie 2015    |
| Etapa 6     | 12–14 iunie 2015     |
| Etapa 7     | 3–5 septembrie 2015  |
| Etapa 8     | 6–8 septembrie 2015  |
| Etapa 9     | 8–10 octombrie 2015  |
| Etapa 10    | 11–13 octombrie 2015 |
| Tur baraj   | 12–14 noiembrie 2015 |
| Retur baraj | 15–17 noiembrie 2015 |

Spre deosebire de alte preliminarii, atunci când programul meciurilor se decidea prin negocierile dintre fiecare asociație, UEFA însăși a decis acest lucru de data aceasta.

### Distribuire
Urnele au fost anunțate pe 24 ianuarie 2014.
| Urna 1                | Urna 1 | Urna 1 |
| Echipă                | Coef   | Loc    |
| --------------------- | ------ | ------ |
| Spania                | 42.158 | 1      |
| Germania              | 41.366 | 2      |
| Țările de Jos         | 38.541 | 3      |
| Italia                | 35.343 | 4      |
| Anglia                | 34.885 | 5      |
| Portugalia            | 34.314 | 6      |
| România               | 33.540 | 7      |
| Rusia                 | 32.946 | 8      |
| Bosnia și Herțegovina | 31.416 | 9      |

| Urna 2            | Urna 2 | Urna 2 |
| Echipă            | Coef   | Loc    |
| ----------------- | ------ | ------ |
| Ucraina           | 31.156 | 10     |
| Croația           | 30.652 | 11     |
| Suedia            | 30.111 | 12     |
| Danemarca         | 29.660 | 13     |
| Elveția           | 29.572 | 14     |
| Belgia            | 28.732 | 15     |
| Cehia             | 28.234 | 16     |
| Ungaria           | 27.802 | 17     |
| Republica Irlanda | 26.733 | 18     |

| Urna 3   | Urna 3 | Urna 3 |
| Echipă   | Coef   | Loc    |
| -------- | ------ | ------ |
| Serbia   | 25.985 | 19     |
| Turcia   | 25.955 | 20     |
| Slovenia | 25.834 | 21     |
| Israel   | 25.442 | 22     |
| Norvegia | 25.341 | 23     |
| Slovacia | 25.333 | 24     |
| Grecia   | 25.038 | 25     |
| Austria  | 24.572 | 26     |
| Polonia  | 23.095 | 27     |

| Urna 4       | Urna 4 | Urna 4 |
| Echipă       | Coef   | Loc    |
| ------------ | ------ | ------ |
| Muntenegru   | 22.991 | 28     |
| Armenia      | 22.861 | 29     |
| Scoția       | 22.234 | 30     |
| Finlanda     | 22.001 | 31     |
| Letonia      | 20.771 | 32     |
| Țara Galilor | 20.551 | 33     |
| Bulgaria     | 20.391 | 34     |
| Estonia      | 19.988 | 35     |
| Belarus      | 19.646 | 36     |

| Urna 5            | Urna 5 | Urna 5 |
| Echipă            | Coef   | Loc    |
| ----------------- | ------ | ------ |
| Islanda           | 19.243 | 37     |
| Irlanda de Nord   | 19.201 | 38     |
| Albania           | 19.151 | 39     |
| Lituania          | 19.026 | 40     |
| Republica Moldova | 18.301 | 41     |
| Macedonia de Nord | 17.376 | 42     |
| Azerbaidjan       | 16.901 | 43     |
| Georgia           | 16.766 | 44     |
| Cipru             | 14.235 | 45     |

| Urna 6         | Urna 6 | Urna 6 |
| Echipă         | Coef   | Loc    |
| -------------- | ------ | ------ |
| Luxemburg      | 14.050 | 46     |
| Kazahstan      | 13.961 | 47     |
| Liechtenstein  | 12.220 | 48     |
| Insulele Feroe | 11.751 | 49     |
| Malta          | 10.740 | 50     |
| Andorra        | 8.560  | 51     |
| San Marino     | 7.420  | 52     |
| Gibraltar      | 0      | 53     |

Tragerea la sorți a avut loc la Nisa, pe 23 februarie 2014, ora 12:00 CET. Pentru tragerea la sorți, s-au aplicat următoarele reguli:
- Grupele A–H conțin câte o echipă din urnele 1–6, în timp ce grupa I conține o echipă din urnele 1–5.
- Din motive de transmisiune, Anglia, Germania, Italia, Spania și Țările de Jos au fost împărțite în grupe cu 6 echipe.
- Din motive politice, Azerbaidjan cu Armenia (din cauza teritoriului Nagorno-Karabah), precum și Spania cu Gibraltar, nu au fost împărțite în aceeași grupă. În schimb, Rusia și Georgia acceptaseră să joace în aceeași grupă, dacă așa s-ar fi tras la sorți.[14]
- Franța (coeficient: 30.992; locul: 11) este în parteneriat cu echipele din grupa I, ceea ce înseamnă că aceasta poate juca meciuri amicale cu cele cinci echipe în zilele libere. Aceste amicale nu se iau în calcul în clasamentul grupei.

### Rezumat
Echipă calificată la turneul final (prin terminarea pe locul 1 sau 2 în grupă sau ca cel mai bun loc 3)
     Echipă calificată la baraj
     Echipă eliminată
| Grupa A                               | Grupa B                    | Grupa C                                   | Grupa D                        | Grupa E                           | Grupa F                              | Grupa G                                          | Grupa H                          | Grupa I                |
| ------------------------------------- | -------------------------- | ----------------------------------------- | ------------------------------ | --------------------------------- | ------------------------------------ | ------------------------------------------------ | -------------------------------- | ---------------------- |
| · Cehia · Islanda                     | · Belgia · Țara Galilor    | · Spania · Slovacia                       | · Germania · Polonia           | · Anglia · Elveția                | · Irlanda de Nord · România          | · Austria · Rusia                                | · Italia · Croația               | · Portugalia · Albania |
| · Turcia                              | · Bosnia și Herțegovina    | · Ucraina                                 | · Republica Irlanda            | · Slovenia                        | · Ungaria                            | · Suedia                                         | · Norvegia                       | · Danemarca            |
| · Țările de Jos · Kazahstan · Letonia | · Israel · Cipru · Andorra | · Belarus · Luxemburg · Macedonia de Nord | · Scoția · Georgia · Gibraltar | · Estonia · Lituania · San Marino | · Finlanda · Insulele Feroe · Grecia | · Muntenegru · Liechtenstein · Republica Moldova | · Bulgaria · Azerbaidjan · Malta | · Serbia · Armenia     |

## Grupe
| Legendă pentru culorile grupelor       |
| -------------------------------------- |
| Echipă calificată direct pentru turneu |
| Echipă care merge la baraj             |

#### Grupa A
| Echipa        | MJ | V | E | Î | GM | GP | G   | Pct |
| ------------- | -- | - | - | - | -- | -- | --- | --- |
| Islanda       | 10 | 6 | 2 | 2 | 17 | 6  | +11 | 20  |
| Cehia         | 10 | 7 | 1 | 2 | 19 | 14 | +5  | 22  |
| Turcia        | 10 | 5 | 3 | 2 | 14 | 9  | +5  | 18  |
| Țările de Jos | 10 | 4 | 1 | 5 | 17 | 14 | +3  | 13  |
| Kazahstan     | 10 | 1 | 2 | 7 | 7  | 18 | −11 | 5   |
| Letonia       | 10 | 0 | 5 | 5 | 6  | 19 | −13 | 5   |

#### Grupa B
| Echipa                | MJ | V | E | Î  | GM | GP | G   | Pct |
| --------------------- | -- | - | - | -- | -- | -- | --- | --- |
| Belgia                | 10 | 7 | 2 | 1  | 24 | 5  | +19 | 23  |
| Țara Galilor          | 10 | 6 | 3 | 1  | 11 | 4  | +7  | 21  |
| Bosnia și Herțegovina | 10 | 5 | 2 | 3  | 17 | 12 | +5  | 17  |
| Israel                | 10 | 4 | 1 | 5  | 15 | 14 | +1  | 13  |
| Cipru                 | 10 | 4 | 0 | 6  | 16 | 17 | −1  | 12  |
| Andorra               | 10 | 0 | 0 | 10 | 4  | 36 | −32 | 0   |

#### Grupa C
| Echipa            | MJ | V | E | Î | GM | GP | G   | Pct |
| ----------------- | -- | - | - | - | -- | -- | --- | --- |
| Spania            | 10 | 9 | 0 | 1 | 23 | 3  | +20 | 27  |
| Slovacia          | 10 | 7 | 1 | 2 | 17 | 8  | +9  | 22  |
| Ucraina           | 10 | 6 | 1 | 3 | 14 | 4  | +10 | 19  |
| Belarus           | 10 | 3 | 2 | 5 | 8  | 14 | −6  | 11  |
| Macedonia de Nord | 10 | 1 | 1 | 8 | 6  | 18 | −12 | 4   |
| Luxemburg         | 10 | 1 | 1 | 8 | 6  | 27 | −21 | 4   |

#### Grupa D
| Echipa            | MJ | V | E | Î  | GM | GP | G   | Pct |
| ----------------- | -- | - | - | -- | -- | -- | --- | --- |
| Germania          | 10 | 7 | 1 | 2  | 24 | 9  | +15 | 22  |
| Polonia           | 10 | 6 | 3 | 1  | 33 | 10 | +23 | 21  |
| Republica Irlanda | 10 | 5 | 3 | 2  | 19 | 7  | +12 | 18  |
| Scoția            | 10 | 4 | 3 | 3  | 22 | 12 | +10 | 15  |
| Georgia           | 10 | 3 | 0 | 7  | 10 | 16 | −6  | 9   |
| Gibraltar         | 10 | 0 | 0 | 10 | 2  | 56 | −54 | 0   |

#### Grupa E
| Echipa     | MJ | V  | E | Î | GM | GP | G   | Pct |
| ---------- | -- | -- | - | - | -- | -- | --- | --- |
| Anglia     | 10 | 10 | 0 | 0 | 31 | 3  | +28 | 30  |
| Elveția    | 10 | 7  | 0 | 3 | 24 | 8  | +16 | 21  |
| Slovenia   | 10 | 5  | 1 | 4 | 18 | 11 | +7  | 16  |
| Estonia    | 10 | 3  | 1 | 6 | 4  | 9  | −5  | 10  |
| Lituania   | 10 | 3  | 1 | 6 | 7  | 18 | −11 | 10  |
| San Marino | 10 | 0  | 1 | 9 | 1  | 36 | −35 | 1   |

#### Grupa F
| Echipa          | MJ | V | E | Î | GM | GP | G   | Pct |
| --------------- | -- | - | - | - | -- | -- | --- | --- |
| Irlanda de Nord | 10 | 6 | 3 | 1 | 16 | 8  | +8  | 21  |
| România         | 10 | 5 | 5 | 0 | 11 | 2  | +9  | 20  |
| Ungaria         | 10 | 4 | 4 | 2 | 11 | 9  | +2  | 16  |
| Finlanda        | 10 | 3 | 3 | 4 | 9  | 10 | −1  | 12  |
| Insulele Feroe  | 10 | 2 | 0 | 8 | 6  | 17 | −11 | 6   |
| Grecia          | 10 | 1 | 3 | 6 | 7  | 14 | −7  | 6   |

#### Grupa G
| Echipa            | MJ | V | E | Î | GM | GP | G   | Pct |
| ----------------- | -- | - | - | - | -- | -- | --- | --- |
| Austria           | 10 | 9 | 1 | 0 | 22 | 5  | +17 | 28  |
| Rusia             | 10 | 6 | 2 | 2 | 21 | 5  | +16 | 20  |
| Suedia            | 10 | 5 | 3 | 2 | 15 | 9  | +6  | 18  |
| Muntenegru        | 10 | 3 | 2 | 5 | 10 | 13 | −3  | 11  |
| Liechtenstein     | 10 | 1 | 2 | 7 | 2  | 26 | −24 | 5   |
| Republica Moldova | 10 | 0 | 2 | 8 | 4  | 16 | −12 | 2   |

Meciul dintre Muntenegru și Rusia (27 martie 2015) a fost abandonat în minutul 67 din cauza violenței spectatorilor și a unor încăierări între jucători (cauzate de lovirea lui Dmitri Kombarov de către un obiect aruncat din sectorul muntenegrean). Scorul era 0–0, iar Rusia tocmai ratase un penalty înainte ca meciul să fie abandonat. Aceasta fusese a doua întârziere, deoarece, în primul minut al meciului, portarul rus Igor Akinfeev a fost lovit de o torță, ceea ce a cauzat o întârziere de 33 de minute. Amândouă reprezentative au fost trase la răspundere de către UEFA.

#### Grupa H
| Echipa      | MJ | V | E | Î | GM | GP | G   | Pct |
| ----------- | -- | - | - | - | -- | -- | --- | --- |
| Italia      | 10 | 7 | 3 | 0 | 16 | 7  | +9  | 24  |
| Croația     | 10 | 6 | 3 | 1 | 20 | 5  | +15 | 20  |
| Norvegia    | 10 | 6 | 1 | 3 | 13 | 10 | +3  | 19  |
| Bulgaria    | 10 | 3 | 2 | 5 | 8  | 12 | −4  | 11  |
| Azerbaidjan | 10 | 1 | 3 | 6 | 7  | 17 | −10 | 6   |
| Malta       | 10 | 0 | 2 | 8 | 3  | 16 | −13 | 2   |

Croației i-a fost dedus un punct din cauza comportamentului rasist din meciul contra Italiei (12 iunie 2015) de pe Stadion Poljud. Pe lângă această penalizare, Federației Croate de Fotbal le-a fost impus ordinul de a juca următoarele două meciuri de acasă fără spectatori, dar și interzicerea de a mai juca vreun meci din campania de calificare pe Poljud. Le-a fost impusă și o amendă de €100.000. Federația Croată de Fotbal a făcut apel la această decizie, iar o audiere este programată în data de 17 septembrie 2015. Apelul Croației a fost respins.

#### Grupa I
| Echipa     | MJ | V | E | Î | GM | GP | G  | Pct |
| ---------- | -- | - | - | - | -- | -- | -- | --- |
| Portugalia | 8  | 7 | 0 | 1 | 11 | 5  | +6 | 21  |
| Albania    | 8  | 4 | 2 | 2 | 10 | 5  | +5 | 14  |
| Danemarca  | 8  | 3 | 3 | 2 | 8  | 5  | +3 | 12  |
| Serbia     | 8  | 2 | 1 | 5 | 8  | 13 | −5 | 4   |
| Armenia    | 8  | 0 | 2 | 6 | 5  | 14 | −9 | 2   |

Albaniei i-a fost acordată o victorie cu scorul de 3–0 pentru meciul abandonat de acasă contra Serbiei, din data de 14 octombrie 2014, deoarece fanii sârbi au invadat terenul de joc și i-au atacat pe jucătorii albanezi atunci când o dronă, care purta steagul pro-albanez, a survolat terenul. În primă fază, TAS acordase victorie la masa verde pentru Serbia, dar aceasta nu primise și cele trei puncte. Decizia a fost contestată atât de Serbia, cât și de Albania, dar decizia a fost admisă de UEFA. Amândouă federații au făcut recurs la Tribunalul de Arbitraj Sportiv, iar pe 10 iulie 2015, TAS a respins apelul făcut de Federația Serbiei și a primit parțial apelul făcut de Federația Albaniei, ceea ce înseamnă că Serbia a pierdut meciul cu scorul de 3–0 și cele trei puncte.

### Clasamentul echipelor de pe locul 3
Cea mai bine clasată echipă de pe locul trei se califică direct pentru turneu, iar celelalte echipe merg la baraj. Pentru că grupa I conține doar cinci echipe, iar celelalte șase, meciurile contra echipei de pe locul 6 din grupele A–H nu se iau în calcul. Din această cauză, un total de opt meciuri jucate de fiecare echipă se iau in calcul pentru echipele de pe locul trei.
Turcia a devenit cea mai bună echipă clasată pe locul 3 după ce a câștigat împotriva Islandei în ultimul meci, în timp ce Kazahstan a învins-o pe Letonia pentru a urca pe locul 5 în grupa A.
| Grupa | Echipă                | MJ | V | E | Î | GM | GP | G  | Pct | Calificare       |
| ----- | --------------------- | -- | - | - | - | -- | -- | -- | --- | ---------------- |
| A     | Turcia                | 8  | 5 | 1 | 2 | 12 | 7  | +5 | 16  | La turneul final |
| F     | Ungaria               | 8  | 4 | 3 | 1 | 8  | 5  | +3 | 15  | La baraj         |
| C     | Ucraina               | 8  | 4 | 1 | 3 | 11 | 4  | +7 | 13  | La baraj         |
| H     | Norvegia              | 8  | 4 | 1 | 3 | 8  | 10 | −2 | 13  | La baraj         |
| I     | Danemarca             | 8  | 3 | 3 | 2 | 8  | 5  | +3 | 12  | La baraj         |
| G     | Suedia                | 8  | 3 | 3 | 2 | 11 | 9  | +2 | 12  | La baraj         |
| D     | Republica Irlanda     | 8  | 3 | 3 | 2 | 8  | 7  | +1 | 12  | La baraj         |
| B     | Bosnia și Herțegovina | 8  | 3 | 2 | 3 | 11 | 12 | −1 | 11  | La baraj         |
| E     | Slovenia              | 8  | 3 | 1 | 4 | 10 | 11 | −1 | 10  | La baraj         |

## Baraj
Cele opt naționale rămase vor juca două meciuri de baraj pentru a determina ultimele patru echipe calificate la turneul final. Echipele au fost distribuite conform poziției în clasamentul UEFA actualizat la sfârșitul grupelor. Tragerea la sorți a avut loc pe 18 octombrie 2015, ora 11:20 CEST, la sediul UEFA din Nyon.
| Echipa 1              | Scor gen. | Echipa 2          | Tur | Retur |
| --------------------- | --------- | ----------------- | --- | ----- |
| Norvegia              | 1–3       | Ungaria           | 0–1 | 1–2   |
| Bosnia și Herțegovina | 1–3       | Republica Irlanda | 1–1 | 0–2   |
| Ucraina               | 3–1       | Slovenia          | 2–0 | 1–1   |
| Suedia                | 4–3       | Danemarca         | 2–1 | 2–2   |

## Golgheteri

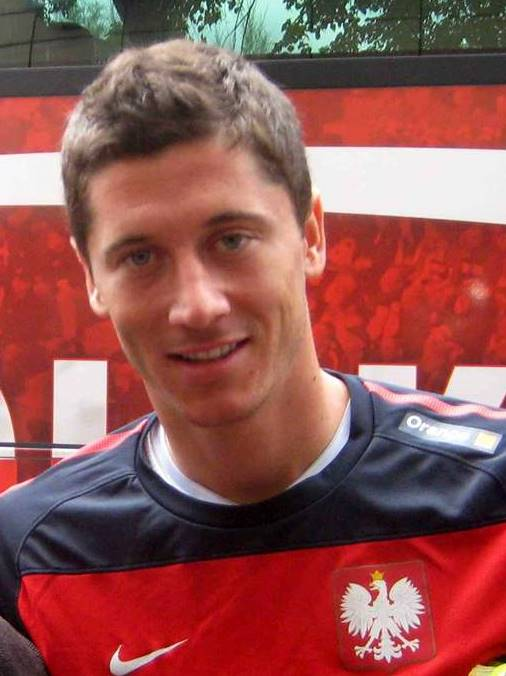
Robert Lewandowski (Polonia) a înscris 13 goluri în campania de calificare pentru EURO 2016, ajungându-l pe nord-irlandezul David Healy la cele mai multe goluri marcate într-o singură campanie de calificare pentru EURO, acesta din urmă evoluând în Preliminariile Campionatului European de Fotbal 2008.

13 goluri
- Robert Lewandowski

11 goluri
- Zlatan Ibrahimović

9 goluri
- Thomas Müller

8 goluri
- Edin Džeko
- Artyom Dzyuba

7 goluri
- Marc Janko
- Wayne Rooney
- Kyle Lafferty
- Steven Fletcher
- Gareth Bale

6 goluri
- Danny Welbeck
- Ivan Perišić
- Gylfi Sigurðsson
- Arkadiusz Milik
- Milivoje Novaković
- Andrii Iarmolenko

5 goluri
- Kevin De Bruyne
- Eden Hazard
- Omer Damari
- Klaas-Jan Huntelaar
- Cristiano Ronaldo
- Robbie Keane
- Jonathan Walters
- Shaun Maloney
- Paco Alcácer
- Marek Hamšík

4 goluri
- David Alaba
- Marouane Fellaini
- Nestoras Mitidis
- Bořek Dočkal
- Xherdan Shaqiri
- Kamil Grosicki
- Burak Yılmaz

3 goluri
- Ildefons Lima
- Harry Kane
- Theo Walcott
- Marko Arnautović
- Martin Harnik
- Dimitrij Nazarov
- Dries Mertens
- Demetris Christofi
- Georgios Efrem
- Josip Drmić
- Haris Seferović
- Joel Pohjanpalo
- Tornike Okriashvili
- Mario Götze
- Max Kruse
- André Schürrle
- Gareth McAuley
- Kolbeinn Sigþórsson
- Tomer Hemed
- Graziano Pellè
- Yuriy Logvinenko
- Valērijs Šabala
- Alexander Tettey
- Robin van Persie
- Shane Long
- Steven Naismith
- Zoran Tošić
- Adam Nemec
- Boštjan Cesar
- David Silva
- Erkan Zengin
- Selçuk İnan
- Artiom Kraveț

2 goluri
- Ross Barkley
- Raheem Sterling
- Jack Wilshere
- Zlatko Junuzović
- Rubin Okotie
- Rahid Amirguliyev
- Stanislaw Drahun
- Mikhail Gordeichuk
- Timofei Kalachev
- Sergei Kornilenko
- Radja Nainggolan
- Milan Đurić
- Vedad Ibišević
- Haris Medunjanin
- Edin Višća
- Iliyan Mitsanski
- Ivelin Popov
- Václav Pilař
- Milan Škoda
- Marcelo Brozović
- Andrej Kramarić
- Luka Modrić
- Nicklas Bendtner
- Yussuf Poulsen
- Fabian Schär
- Sergei Zenjov
- Riku Riski
- Jaba Kankava
- Valeri Kazaishvili
- Mate Vatsadze
- İlkay Gündoğan
- Jóan Símun Edmundsson
- Steven Davis
- Birkir Bjarnason
- Aron Gunnarsson
- Tal Ben Haim
- Nir Bitton
- Tomer Hemed
- Eran Zahavi
- Antonio Candreva
- Giorgio Chiellini
- Alessandro Florenzi
- Graziano Pellè
- Islambek Kuat
- Valērijs Šabala
- Fiodor Černych
- Arvydas Novikovas
- Lars Krogh Gerson
- Aleksandar Trajkovski
- Fatos Bećiraj
- Stevan Jovetić
- Mirko Vučinić
- Joshua King
- Arjen Robben
- Georginio Wijnaldum
- Grzegorz Krychowiak
- Sebastian Mila
- João Moutinho
- James McClean
- Aiden McGeady
- Constantin Budescu
- Paul Papp
- Bogdan Stancu
- Adem Ljajić
- Juraj Kucka
- Róbert Mak
- Nejc Pečnik
- Sergio Busquets
- Santi Cazorla
- Pedro
- Marcus Berg
- Arda Turan
- Aaron Ramsey
- Yevhen Konoplyanka
- Serhiy Sydorchuk

1 gol
- Bekim Balaj
- Berat Djimsiti
- Shkëlzen Gashi
- Ermir Lenjani
- Mërgim Mavraj
- Armando Sadiku
- Phil Jagielka
- Alex Oxlade-Chamberlain
- Andros Townsend
- Robert Arzumanyan
- Henrikh Mkhitaryan
- Hrayr Mkoyan
- Marcos Pizzelli
- Marcel Sabitzer
- Javid Huseynov
- Michy Batshuayi
- Christian Benteke
- Nacer Chadli
- Laurent Depoitre
- Divock Origi
- Ermin Bičakčić
- Senad Lulić
- Nikolay Bodurov
- Andrey Galabinov
- Ventsislav Hristov
- Vladimír Darida
- Pavel Kadeřábek
- Ladislav Krejčí
- David Lafata
- David Limberský
- Tomáš Necid
- Tomáš Sivok
- Constantinos Charalambidis
- Jason Demetriou
- Dossa Júnior
- Vincent Laban
- Constantinos Makrides
- Giorgos Merkis
- Mario Mandžukić
- Ivica Olić
- Danijel Pranjić
- Ivan Rakitić
- Gordon Schildenfeld
- Pierre Højbjerg
- Nicolai Jørgensen
- Thomas Kahlenberg
- Simon Kjær
- Jakob Poulsen
- Jannik Vestergaard
- Lasse Vibe
- Eren Derdiyok
- Johan Djourou
- Blerim Džemaili
- Breel Embolo
- Gökhan Inler
- Pajtim Kasami
- Michael Lang
- Admir Mehmedi
- Valentin Stocker
- Granit Xhaka
- Ats Purje
- Konstantin Vassiljev
- Paulus Arajuuri
- Roman Eremenko
- Jarkko Hurme
- Berat Sadik
- Nikoloz Gelashvili
- Karim Bellarabi
- Toni Kroos
- Marco Reus
- Lee Casciaro
- Jake Gosling
- Christos Aravidis
- Nikolaos Karelis
- Panagiotis Kone
- Kostas Mitroglou
- Sokratis Papastathopoulos
- Kostas Stafylidis
- Panagiotis Tachtsidis
- Hallur Hansson
- Christian Holst
- Róaldur Jakobsen
- Brandur Olsen
- Craig Cathcart
- Josh Magennis
- Niall McGinn
- Jamie Ward
- Jón Daði Böðvarsson
- Rúrik Gíslason
- Eiður Guðjohnsen
- Ragnar Sigurðsson
- Moanes Dabour
- Gil Vermouth
- Leonardo Bonucci
- Matteo Darmian
- Daniele De Rossi
- Stephan El Shaarawy
- Simone Zaza
- Aleksandrs Cauņa
- Aleksejs Višņakovs
- Artūrs Zjuzins
- Franz Burgmeier
- Sandro Wieser
- Deivydas Matulevičius
- Saulius Mikoliūnas
- Lukas Spalvis
- Stefano Bensi
- Sébastien Thill
- David Turpel
- Rinat Abdulin
- Rinat Abdulin
- Samat Smakov
- Besart Abdurahimi
- Arijan Ademi
- Agim Ibraimi
- Adis Jahović
- Alfred Effiong
- Clayton Failla
- Michael Mifsud
- Dejan Damjanović
- Stefan Savić
- Žarko Tomašević
- Jo Inge Berget
- Mats Møller Dæhli
- Tarik Elyounoussi
- Vegard Forren
- Markus Henriksen
- Håvard Nielsen
- Håvard Nordtveit
- Alexander Søderlund
- Ibrahim Afellay
- Jeffrey Bruma
- Stefan de Vrij
- Luciano Narsingh
- Wesley Sneijder
- Jakub Błaszczykowski
- Kamil Glik
- Bartosz Kapustka
- Krzysztof Mączyński
- Sławomir Peszko
- Łukasz Szukała
- Ricardo Carvalho
- Fábio Coentrão
- Nani
- Miguel Veloso
- Robbie Brady
- Cyrus Christie
- Wes Hoolahan
- John O'Shea
- Gheorghe Boghiu
- Eugeniu Cebotaru
- Alexandru Dedov
- Alexandru Epureanu
- Ovidiu Hoban
- Claudiu Keșerü
- Ciprian Marica
- Alexandru Maxim
- Raul Rusescu
- Alan Dzagoev
- Sergei Ignashevich
- Dmitri Kombarov
- Oleg Kuzmin
- Fyodor Smolov
- Matteo Vitaioli
- Ikechi Anya
- Chris Martin
- James McArthur
- Matt Ritchie
- Nemanja Matić
- Aleksandar Kolarov
- Peter Pekarík
- Kornel Saláta
- Stanislav Šesták
- Miroslav Stoch
- Vladimír Weiss
- Robert Berić
- Valter Birsa
- Branko Ilić
- Josip Iličić
- Kevin Kampl
- Dejan Lazarević
- Andraž Struna
- Jordi Alba
- Juan Bernat
- Diego Costa
- Mario Gaspar
- Isco
- Andrés Iniesta
- Álvaro Morata
- Sergio Ramos
- Jimmy Durmaz
- Emil Forsberg
- Ola Toivonen
- Serdar Aziz
- Umut Bulut
- Hakan Çalhanoğlu
- Bilal Kısa
- Oğuzhan Özyakup
- David Cotterill
- Hal Robson-Kanu
- Denys Harmash
- Yevhen Seleznyov
- Balázs Dzsudzsák
- Zoltán Gera
- Richárd Guzmics
- László Kleinheisler
- Gergő Lovrencsics
- Tamás Priskin
- Zoltán Stieber
- Ádám Szalai

1 autogol
- Mërgim Mavraj (jucând contra Armeniei)
- Levon Hayrapetyan (jucând contra Serbiei)
- Kamo Hovhannisyan (jucând contra Albaniei)
- Jordan Henderson (jucând contra Sloveniei)
- Rashad Sadygov (jucând contra Croației)
- Alyaksandr Martynovich (jucând contra Ucrainei)
- Nikolay Bodurov (jucând contra Croației)
- Yordan Minev (jucând contra Italiei)
- Dossa Júnior (jucând contra Andorrei)
- Vedran Ćorluka (jucând contra Norvegiei)
- Akaki Khubutia (jucând contra Scoției)
- Mats Hummels (jucând contra Scoției)
- Jordan Perez (jucând contra Republicii Irlandeze)
- Yogan Santos (jucând contra Germaniei)
- Jón Daði Böðvarsson (jucând contra Cehiei)
- Giorgio Chiellini (jucând contra Azerbaidjanului)
- Martin Büchel (jucând contra Rusiei)
- Franz Burgmeier (jucând contra Rusiei)
- Markus Henriksen (jucând contra Ungariei)
- Robin van Persie (jucând contra unei echipe naționale de fotbal)
- John O'Shea (jucând contra Scoției)
- Tome Pačovski (jucând contra Spaniei)
- Petru Racu (jucând contra Muntenegrului)
- Cristian Brolli (jucând contra Angliei)
- Alessandro Della Valle (jucând contra Angliei)

2 autogoluri
- Giedrius Arlauskis (jucând contra Elveției și a Angliei)